# Melitta budensis
Melitta budensis là một loài ong trong họ Melittidae. Loài này được Mocsáry miêu tả khoa học đầu tiên năm 1878.